# Я из Миссури

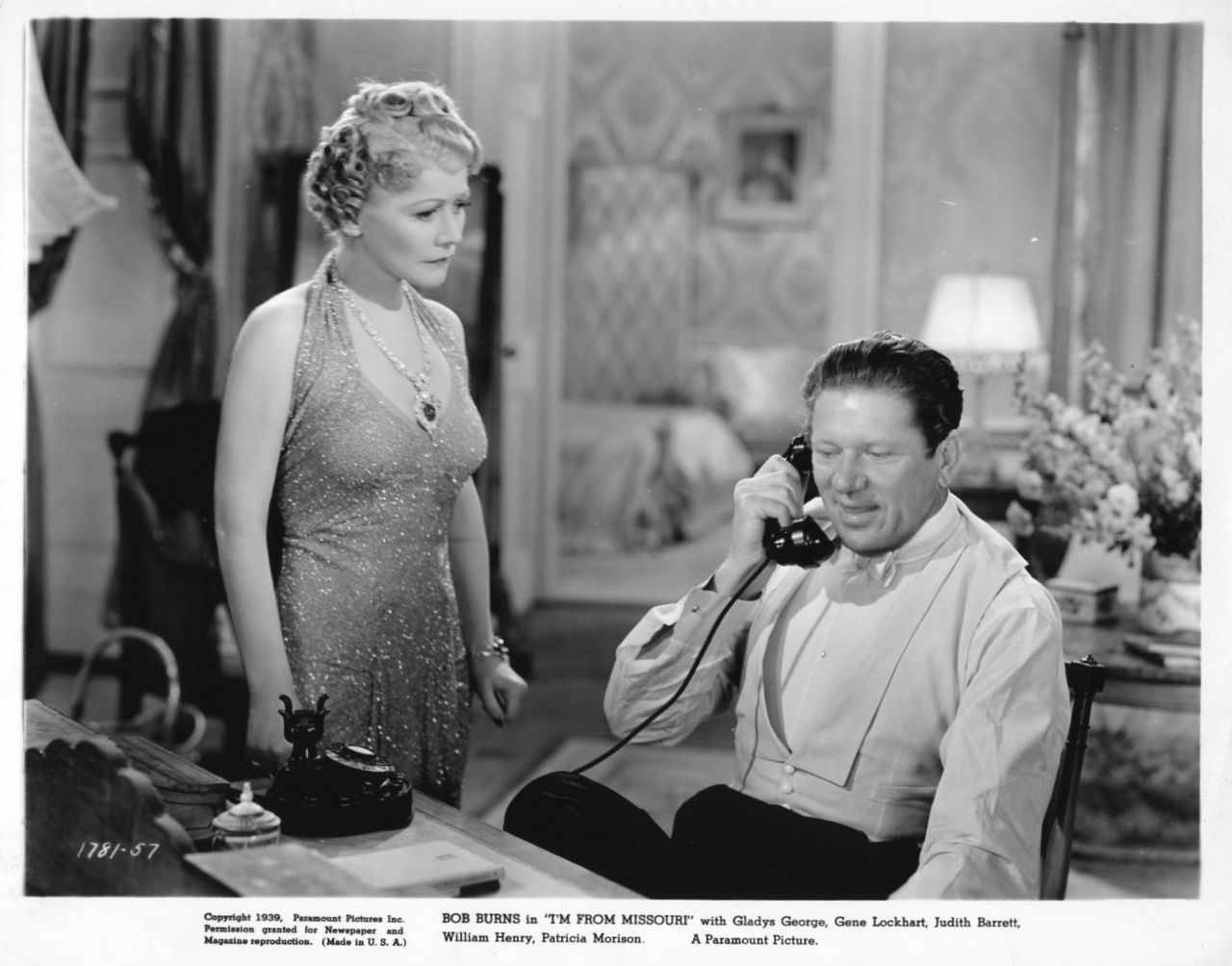
Глэдис Джордж и Боб Барнс в фильме «Я из Миссури», 1939 год.

«Я из Миссури» (англ. I'm from Missouri) — американский чёрно-белый комедийный фильм режиссёра Теодора Рида по сценарию Дюка Аттеберри и Джека Моффита, снятый в 1939 году на студии «Paramount Pictures».
Экранизация романов «Sixteen Hands» Гомера Кроя (1938) и «Need of Change» Джулиана Стрита (1909).
Премьера фильма состоялась 7 апреля 1939 года.

## Сюжет
Суини Блисс, победитель штата Миссури по разведению мулов, везёт своего призового мула Самсона в Лондон, где британское правительство должно решить, покупать ли его мулов или тракторы для своих колониальных войск. Его сопровождает красавица-жена Джули, которая стремится попасть в высшее общество и надеется, что её младшая сестра Лола Пайк выйдет замуж за британского сановника или дипломата. Осложнения возникают, когда соперник Порги Роу также прибывает из Миссури, убеждая правительство, что его тракторы принесут им больше пользы, чем мулы Суини.

## В ролях
- Боб Барнс — Суини Блисс
- Глэдис Джордж — Джули Блисс
- Джин Локхарт — Порги Роу
- Патриша Морисон — миссис Эллисон «Роу» Гамильтон
- Джудит Барретт — Лола Пайк, младшая сестра Джули Блисс
- Эдвард Клайв — мистер Артур
- Дорис Ллойд — миссис Артур
- Уильям «Билл» Генри — Джоэл Стрейт
- Мелвилл Купер — Хирн
- Уильям Коллиер — Смит
- Лоуренс Гроссмит — полковник Марчбэнк
- Хантли — капитан Брукс-Боуэн
- Том Дуган — Гас
- Денни Мур — Китти Хирн
- Джеймс Берк — Уолт Блисс
- Этель Гриффис — мисс Уайлдхэк
- Спенсер Чартерс — Чарли Шук
- Реймонд Хэттон — Дэррил Коффи
- Чарльз Хэлтон —  Генри Коуч